# Marcos Ginocchio
Marcos Ginocchio (Salta, 16 de octubre de 1999) es un abogado, modelo y personalidad de la televisión argentina conocido por el sobrenombre "El Primo" y famoso por ganar la décima temporada del reality show argentino Gran Hermano 2022/2023..

## Biografía
Desde su infancia, mostró interés por las artes marciales, practicando kickboxing, taekwondo y jiu-jitsu. Cursó la educación primaria en la Escuela Belgrano de Salta y continuó sus estudios secundarios en la Escuela Del Milagro.
Tras graduarse en 2017, ingresó en la Universidad Católica de Salta para estudiar derecho. En 2019, se proclamó campeón nacional de jiu-jitsu en la categoría shiakan durante un torneo profesional en Mar del Plata. Simultáneamente, desarrolló una carrera como modelo en Salta, trabajando para diversas marcas locales y participando en una campaña publicitaria para una reconocida marca de cerveza en México. En octubre de 2024, obtuvo su título de abogado.

## Carrera

### 2022–presente:Gran Hermanoy modelaje
El 17 de octubre de 2022, ingresó como uno de los concursantes del reality show argentino Gran Hermano. En la primera semana fue nominado, pero se salvó de la eliminación al recibir solo el 17.96 % de los votos, siendo el menos votado para abandonar la casa. Se convirtió en uno de los favoritos del programa debido a su personalidad calmada, su amabilidad y su carácter no confrontativo. Superó otras tres galas de eliminación y ganó cuatro competencias de Líder de la Casa, incluida la última, que lo llevó directamente a la final, donde fue coronado como ganador con el 70.83 % de los votos positivos del público.
Fue premiado con $19 441 132 pesos argentinos, una casa y un año de cerveza gratis. Durante su estadía en la casa, ganó además dos motocicletas eléctricas por votación del público.
Después de Gran Hermano, firmó con la agencia de modelaje y actuación Multitalent. Apareció en la portada de varias revistas, entre ellas Gente, Para Ti y Caras. También fue la imagen de la marca de calzado Sarkany.

## Filmografía
| Año       | Título               | Rol                 | Notas                                       |
| --------- | -------------------- | ------------------- | ------------------------------------------- |
| 2022–2023 | Gran Hermano         | Concursante         | Ganador de la décima temporada              |
| 2023      | LAM                  | Invitado especial   | 1 episodio (temporada 8)                    |
| 2023      | MasterChef Argentina | Ayudante de Delfina | Invitado especial (temporada 3); 1 episodio |

## Premios y nominaciones
| Año  | Premio            | Categoría                       | Trabajo      | Resultado | Ref.          |
| ---- | ----------------- | ------------------------------- | ------------ | --------- | ------------- |
| 2023 | Premios MTV Miaw  | Estrella de reality del año     | Gran Hermano | Ganador   | [ 24 ]        |
| 2023 | Premios BreakTudo | Mejor estrella de reality       | Gran Hermano | Ganador   | [ 25 ]        |
| 2024 | Premios BreakTudo | Influencer internacional        | Él mismo     | Ganador   | [ 25 ]        |
| 2024 | Premios BIC Seven | Estrella latina de los realitys | Gran Hermano | Ganador   | [ 26 ] [ 27 ] |